# Longa Marcha 6

Longa Marcha 6

Longa Marcha 6 (chinês: 长征系列运载火箭 6) ou Chang Zheng 6 em pinyin, abreviado para LM-6 ou CZ-6, é um foguete chinês de combustível líquido, que foi desenvolvido pelas empresas China Aerospace Science and Technology Corporation e China Academy of Launch Vehicle Technology, e fez seu voo inaugural em 2015.

## Características técnicas
Ele é capaz de colocar pelo menos mil quilogramas de carga útil em uma órbita heliossíncrona. O primeiro estágio do Longa Marcha 6 foi derivado dos foguete auxiliares sendo desenvolvido para os foguetes da família Longa Marcha 5. Ele é alimentado por um motor YF-100, que gera 1.177 quilonewtons de empuxo a partir da queima de querosene e oxigênio líquido como combustível de foguete e oxidante. O voo inaugural era previsto para ter ocorrido em 18 de setembro de 2015, mas foi atrasado e ocorreu em 19 de setembro às 23:01:14 UTC.